# El Gavilán, Tamaulipas
El Gavilán är en ort i Mexiko.   Den ligger i kommunen San Carlos och delstaten Tamaulipas, i den centrala delen av landet, 600 km norr om huvudstaden Mexico City. El Gavilán ligger 571 meter över havet och antalet invånare är 246.
Terrängen runt El Gavilán är platt åt nordost, men åt sydväst är den kuperad. El Gavilán ligger nere i en dal som går i nord-sydlig riktning. Runt El Gavilán är det mycket glesbefolkat, med 2 invånare per kvadratkilometer. El Gavilán är det största samhället i trakten. I omgivningarna runt El Gavilán växer huvudsakligen savannskog.